# Cantone di Montaigut
Il Cantone di Montaigut era una divisione amministrativa dell'arrondissement di Riom.
È stato soppresso a seguito della riforma complessiva dei cantoni del 2014, che è entrata in vigore con le elezioni dipartimentali del 2015.
Comprendeva i comuni di:
- Ars-les-Favets
- Buxières-sous-Montaigut
- La Crouzille
- Durmignat
- Lapeyrouse
- Montaigut
- Moureuille
- Saint-Éloy-les-Mines
- Virlet
- Youx